# Giro russo
O giro russo é um tipo de exercício usado para exercitar os músculos abdominais, realizando um movimento de torção no abdômen. Acredita-se que o exercício seja praticado para aumentar a explosividade no tronco, o que pode ajudar em esportes como tênis, natação, beisebol, atletismo, hóquei, golfe, lacrosse ou boxe.

## Técnica
Para executar o giro russo, primeiro, deve-se sentar no chão com os joelhos dobrados, como na posição "sit-up". Os pés devem ser mantidos unidos e levemente acima do solo ou colocados sob uma superfície estável. O torso deve ser mantido reto, com as costas afastadas do chão em um ângulo de 45 graus. Os braços devem ser mantidos juntos, afastados do corpo, de maneira reta e as mãos mantidas juntas. Em seguida, os braços devem ser balançados de um lado para outro em um movimento de rotação, com cada balanço para um lado contando como uma repetição. Quanto mais lento os braços são movidos de um lado para o outro, mais difícil o exercício se torna, trabalhando mais efetivamente o abdômen. Ao mover os braços durante o exercício, é crucial não parar entre repetições, caso contrário a pessoa perderá o efeito de exercitar o abdômen. A inspiração e a expiração constantes durante o exercício são importantes, pois não se deve prender a respiração.
Existem também outras variantes deste exercício, como o uso de uma bola de estabilidade ou com uma barra em pé.